# 수원 백씨
수원 백씨(水原白氏)는 경기도 수원시를 본관으로 하는 한국의 성씨이다.

## 역사
『백씨대동보(白氏大同譜)』에 따르면 시조 백우경(白宇經)은 중국 고대의 전설 속의 황제(黃帝) 헌원씨(軒轅氏) 16세손 백을병(白乙丙)의 후손으로 중국 소주(蘇州) 출신이다. 당(唐)나라에서 첨의사(僉議事)와 이부상서(吏部尙書)에 이르렀으나 간신(奸臣)들의 모함을 받아 780년(신라 선덕왕 1년) 신라에 건너와 자옥산(紫玉山：지금 경주시 안강읍 옥산동) 밑에 정착한 후 영월당(迎月堂) 만세암(萬歲庵)을 짓고 학문 보급에 진력하였다고 한다. 그러나 이후 계대(系代)가 불명하여 신라 경명왕(재위 917년 ∼ 924년) 때 중랑장(中郞將)을 지내고 상장군(上將軍)에 증직되었다는 백창직(白昌稷)을 중시조(中始祖)로 받들었다.
백창직의 증손 휘(白揮)가 고려 목종 때 대사마대장군(大司馬大將軍)으로 수원군(水原君)에 봉해졌다고 하나 사적이 없고, 그의 9세손 천장(白天藏)이 원(元)나라에서 금자광록대부(金紫光祿大夫) 이부상서(吏部尙書)를 거쳐 우승상(右丞相)을 지내고 귀국하여 고려 충선왕 때 수성백(隋城伯)에 봉해졌다고 하나 이 역시 사적에 없다. 수성은 수원의 옛 이름이다.
1454년 세종실록지리지에는 수원 백씨는 개성에서 왔다고 했다. 조선 조 이래 백씨의 대종을 이루고 있다. 백효삼(白效參)의 증손인 문신 백인걸(白仁傑)이 있다. 2015년 인구는 354,428명이다.

사적(史籍)으로 볼 때 수원을 본관으로 처음 쓴 사람은 백효삼(白效參)이다. 백효삼은 1427년(세종 9) 친시(親試)에서 과지에 본관을 '수원'으로 기재하였다. 백효삼은 보성현감(甫城縣監)을 지낸 백회(白薈)의 아들로, 임천 백씨 백경신(白景臣)의 아들 진식(眞植)의 후손인 백천장(白天藏)의 현손이다. 조선조에 효삼의 후손들이 잇달아 중앙 관료로 진출하면서 자손들이 번성하여 조선 말에는 백씨 일족 중에서도 대관(大貫)이 되어 1850년대부터 수원으로 본관을 통합하려는 논의가 계속되고 있다.

### 시조 동래설 문제점
시조 백우경의 동래설은 당나라 덕종년간인 서기780년에 소주에서 통일신라로 정치적 망명을 했다고 서기 1669년 경주부사 민주면이 간행한 동경잡기에 실린 기록인데 그 출처는 서기 1637년 간행된 대흥백씨 정축구보의 내용을 발췌한 것으로서 보다 명확한 고증이 될 사료로서의 가치는 없다. 진필명(秦弼明)은 한반도 진씨의 시조인데 서기 624년에 출생, 660년 나당연합군으로 참전하였다. 그의 증손자 진자윤(秦自潤)의 처가 바로 백씨로서 진씨족보에 기록되어 있으니 대략 710년~720년에 출생한 사람이라 시조 백우경과 비슷하거나 오히려 나이가 많으니 시조의 동래설은 의심되는 바이며, 전주이씨 시조인 이한의 5세손 이입전(李立全)의 배위는 한림학사 백광선(白光善)의 여식이라고 선원록에 기록되어 있으니 장인인 백씨는 대략 730~740년대 사람이지만 지금의 백씨족보에는 나오지 않는다.

## 본관 연혁
수원은 선사 시대에 '모수국'으로 불렸다 한다. 삼국시대에 고구려가 백제를 한강 이남에서 몰아낸 후 '매홀군'(買忽郡)으로, 신라 경덕왕 때에는 '수성군'(水城郡)으로 그 명칭을 고쳤다.
940년(태조 23)에 '수주'(水州)로 승격하여 한남 또는 수성이라 불리기도 했다. 995년(성종 14)에 단련사(團練使)를 두었다가, 1005년(목종 8) 이를 파하고, 1018년(현종 9)에 다시 지수주사(知水州事)로 삼았다. 1271년(원종 12) 도호부(都護府)로 승격시키고, 그 뒤에 또 목(牧)으로 승격시켰다가, 1310년(충선왕 2)에 모든 목(牧)을 없앰에 따라 수원부(水原府)로 강등되었다. 1362년(공민왕 11) 군(郡)으로 강등시켰는데, 후에 다시 부(府)로 되었다.
조선 개국 직후인 1394년(조선태조 3) 한양 천도와 더불어 양광도에서 경기도로 편입되었다. 1413년(태종 13)에 '수원'(水原)으로 개명되어 수원도호부와 남양도호부가 설치되었다.
조선 중기까지 한적한 촌락에 불과하던 수원은 정조(正祖)가 사도세자(思悼世子)의 무덤 영우원(永祐園)을 양주에서 수원의 화산으로 이전하여 현륭원(顯隆園)으로 개칭하면서 본격적으로 발전하기 시작하였다. 이원(移園)과 함께 도시 방어를 위한 수원 화성과 왕의 능행차 때 묵는 화성 행궁이 건립되었다. 정조는 자신의 친위부대인 장용영의 외영을 수원에 두어 상업이 발전하였으며, 도호부에서 유수부로 승격되어 대도시로 성장하였다. 그러나 1800년(순조 원년) 정조가 사망한 후 수원에 대해 베풀던 특권이 폐지되면서 쇠퇴하였다.

## 분파
- 백씨는 중시조 백창직의 후대에서 선정공파(禪亭公派), 인주공파(仁州公派), 오산군파(鰲山君派) 등 29개 파로 갈라졌다. 중시조 백창직(白昌稷)(? ~ 927?)에게 길(吉)과 탁(卓), 두 아들이 있었는데, 백길(白吉)의 후손이 28개 파(派)를 이루고 백탁(白卓)의 후손은 문간공파 뿐이다. 백길의 후계 중 5세 백간미(白簡美)의 후손들이 25개 파로 대다수를 차지하고 있다.
- 11세 백인관(白仁寬)의 후손이 장파인 <선정공파>(선산 백씨)다. 12세 백역(白繹)의 후손이 <인주공파>(정주 백씨)이고, 13세 백계영(白桂英)의 후손이 <오산군파>(청도 백씨)이다. 13세 백유(白維)의 후손이 <장단공파>이며, 10세 백문보(白文寶)의 후손이 <담암공파>(대흥 백씨)이다.
- 백간미(白簡美)의 셋째 아들인 6세 백무신(白武臣)의 후손이 <양곡공파>, 넷째 아들인 백가신(白可臣)의 후손이 <태사공파>(홍주 백씨)이다.

- 백간미의 다섯째 아들 경신(景臣)의 후손 원정(白元貞) 계통
  - 9세인 백천장(白天藏)은 경신(景臣)의 후계로 아들 여섯을 두었는데, 그 후손들은 모두 17개 파(派)로 분파하였다. 백천장의 아들 련(璉)의 장손으로 12세 백장(白莊)이 장흥으로 낙향하였으니 그 후손들이 <정신재공파>(장흥 또는 해미 백씨)이다. 해미 백씨에서 태인 백씨가 분적하여 의주로 이거하였다.
  - 려말선초에 개성에 살던 일족들 중 백장의 동생 백회(白薈(繪))가 보성현감(甫城縣監)을 지내고 남하하여 장남인 13세 백효삼의 자손들이 수원을 본관으로 삼고 파주와 양주 등지에 자리잡았다. 14세 백사순(白思純)의 후손이 <좌랑공파>, 16세 백인현(白仁賢)의 후손이 <훈정공파>, 백인영(白仁英)의 후손이 <도승지공파>, 백인웅(白仁雄)의 후손이 <참봉공파>, 백인호(白仁豪)의 후손이 <별좌공파>, 백인걸(白仁傑)의 후손이 <문경공파>다. 백효삼의 동생들로, 백효옹(白效雍)의 후손이 <청산공파>, 백효연(白效淵)의 후손이 <산음공파>, 백효약(白效若)의 후손이 <임피공파>다. 백회의 자손들이 번성하여 조선 중후기에는 백씨의 대종(大宗)을 이루게 되었다.
  - 백천장의 둘째 아들 전(琠)의 아들 11세 백인석(白仁碩)의 후손이 <봉익대부공파>(奉翊大夫公派)이고, 셋째 아들 환(環)의 후계에서 13세 백운실(白雲實)의 후손이 <보공장군공파>(保功將軍公派), 12세 백수희(白受禧)[주 5]의 후손이 <부사공파>(직산 백씨)이며, 넷째 아들 산(珊)의 후계에서 12세 백수(白粹)의 후손이 <금릉부원군파>(김천 백씨)이고, 다섯째 아들 황(璜)의 후대에서 17세 백응상(白應祥)의 후손이 <함판공파>, 18세인 백흥남(白興男)의 후손이 <절제공파>다. 그리고 백천장(白天藏)의 여섯째 아들 백거(白琚)의 후손이 중랑장(中郞將) <수의부위공파>(부령 백씨)이니, 백천장의 후손 17개 파(派)를 수원 백씨라 한다.
  - 백천장의 동생인 백지장(白地藏)의 후손은 <동림공파>(임천 백씨)다.

- 5세인 백행미의 후손은 <시랑공파>(태천 백씨), 백가미(白可美)의 후손은 <사부공파>(신풍 백씨), 백채(白採)의 손자인 6세 백영신(白英臣)의 후손이 <부여군파>(부여 백씨)다.
- 중시조 백창직의 둘째 아들 백탁(卓)의 후손은 단계(單係)로 이어져 백문절(白文節)에 이르고, 그 후손이 <문간공파>(남포 백씨)다.

고려 조에 선산, 대흥, 남포, 직산, 청도 등을 본관으로 번성했던 백씨들이 조선 조 들어 '불사이군'(不事二君)을 들어 출사하지 않고 초야에 묻혀 쇠락한 반면, 절조를 버리고 조선 창업 무렵 창관한 수원 백씨들은 개국 이래 조정에서 적극적으로 활동하면서 자손이 번성하여 조선 말에 이르러서는 전체 백씨의 다수를 점하게 되었고, 1850년대부터 수원으로 본관을 통합하려는 논의마저 전개되었다.

## 인물
- 백사수(白思粹) : 1454년 문과, 훈련원정(訓正)을 지냈다.
- 백인영(白仁英) : 1537년 문과, 도승지(都承旨)를 지냈다.
- 백인걸(白仁傑, 1497년 ~ 1579년) : 정암 조광조의 문인이며, 율곡 이이와 우계 성혼의 스승이다. 선조 때 직제학·이조참판·대사간·대사헌을 거쳐 공조참판을 지냈으며, 1579년 지중추부사가 되어 당쟁의 폐단을 지적하고 군비확장을 강조했다. 사후 종1품 숭정대부 의정부좌찬성에 추증되고 1603년 청백리로 녹선되었다.
- 백유함(白惟咸, 1546년 ~ 1618년) : 임진왜란 때 선조를 의주(義州)로 호종하여 직제학(直提學)이 되었으며, 명나라의 군량(軍糧) 조달의 임무를 맡았다. 1594년 동부승지·좌부승지를 지내고, 1597년 정유재란 때 호군(護軍)으로 명나라 사신 정응태(丁應泰)를 만나 일본과의 화의(和議)를 의논하였다.
- 백유양(白惟讓, 1530년 ~ 1589년) : 1572년 문과, 이조참의(吏議)를 지냈다
- 백광현(白光炫, 1625년 ~ 1697년 ) : 독학으로 침술을 익혔다고 한다. 처음에는 말의 병을 고치는 마의였으나, 사람의 종기를 치료하는 의원으로 전업했고, 악성종기로 죽어가는 수많은 사람을 치료하였다. 1670년 현종의 종기를 완치하여 어의가 되었고, 효종비 인선왕후, 숙종의 종기를 치료하였으며, 1691년 정2품 정헌대부 지중추부사, 1692년 종1품 숭록대부에 올랐다. 숙종실록29권에 '백광현은 종기를 잘 치료하여 많은 기효가 있으니 세상에서는 신의라 일컬었다'고 기록되어 있다.
- 백동수(白東脩, 1743년 ~ 1816년) : 무예가 뛰어나 당대 창검의 일인자로 꼽혔다. 1790년 정조의 명으로 이덕무,박제가와 함께 무예도보통지(武藝圖譜通志)를 편찬했다. 박지원. 이덕무. 박제가. 유득공 등 북학파와 깊이 교유하였는데 이덕무는 "백동수는 딴 세상을 노니는 사람 같았다." 고 평하였다. 당대 제일의 무인이지만, 학문과 서예에도 뛰어난 경지를 보여 박지원, 성대중 같은 대학자들로부터 '무(武)로써 문(文)을 일궜다'는 평가를 받았다.
- 백용성(白龍成, 1864년 ~ 1940년) : 승려이자 독립운동가. 3.1운동당시 민족대표 33인중 한 사람으로 불교계를 대표하여 독립선언문에 서명. 옥고를 치른 후에도 일본의 종교정책에 맹렬히 반대하여 대각교(大覺敎)를 창설하고 독립운동 지원. 사후 1962년 건국훈장 대통령장 추서.
- 백정기(白貞基, 1896년 ~ 1934년) : 독립운동가.  3.1운동이 일어나자 독립선언문을 가지고 고향에서 항일운동을 이끈 이후 평생을 독립운동에 투신하였다.  1933년 일경에 체포되어 종신형을 선고받고 복역중 1934년 6월 순국하였다.   사후  1946년 윤봉길, 이봉창, 백정기.  3의사의 유해를 일본에서 수습하여 7월6일국민장을 거행하고 효창공원  3의사 묘역에 안장하였다.  1963년 건국훈장 독립장이 추서되었다.
- 백인제(白麟濟, 1898년 ~ ? ) : 1915년 경성의전 입학, 3.1운동에 가담하였다가 투옥되었다. 1941년 백외과(현재 백병원)를 개업하였고, 해방후 서울의과대학(현재 서울대학교 의과대학)부속병원장, 서울의사회 초대회장, 대한외과학회 초대 및 3대회장을 역임했으며, 당시 국내 의술계의 제1인자로 손꼽혔다. 6.25전쟁때 납북되었다.

## 과거 급제자
조선 문과
백효삼(白效參) 백사수(白思粹) 백 훈 (白 勛) 백인영(白仁英) 백인걸(白仁傑) 백유양(白惟讓) 백유함(白惟咸) 백대형(白大珩) 백홍규(白鴻逵) 백시광(白時光) 백홍거(白鴻擧) 백대성(白大成)
백상우(白相右) 백의환(白義煥) 백인환(白仁煥) 백종혁(白宗赫) 백사은(白師殷) 백광택(白光澤) 백사곤(白師坤) 백사근(白師謹) 백경해(白慶楷) 백흥삼(白興三) 백문경(白文璟) 백사곤(白思坤)
백광유(白光濡) 백시원(白時源) 백시형(白時亨) 백동규(白東奎) 백만영(白萬榮) 백문봉(白文鳳) 백종걸(白宗杰) 백윤학(白潤鶴) 백동규(白東奎) 백종전(白宗佺) 백문진(白文振) 백종규(白宗逵)
백시은(白時殷) 백규수(白奎洙) 백봉삼(白鳳三) 백오진(白五珍) 백인행(白仁行) 백의행(白義行) 백시범(白時範) 백성수(白誠洙) 백규연(白奎演) 백낙흥(白樂興) 백영제(白永濟) 백선행(白璿行)
백규섭(白奎燮) 백시현(白是玄) 백취규(白聚奎) 백주범(白周範) 백시순(白時淳) 백진섭(白珍燮) 백면행(白冕行) 백남도(白南道) 백영기(白霙基) 백문행(白文行) 백호섭(白虎燮) 백극행(白克行)
백낙순(白樂舜) 백학구(白鶴九) 백현곤(白顯袞) 백현진(白顯震)
무과
백인현(白仁賢) 등 101명
생원
백사수(白思粹) 등 54명
진사
백인호(白仁豪) 등 57명

## 집성촌
- 강원도 김화군 임남면
- 강원도 평강군 목전면
- 경기도 양평군 서종면
- 충청남도 논산시 노성면 교촌리
- 충청남도 부여군 장암면
- 충청남도 서천군 시초면
- 전북특별자치도 진안군
- 전북특별자치도 군산시 임피면
- 전북특별자치도 고창군
- 전북특별자치도 완주군 고산면
- 전라남도 무안군 청계면
- 전라남도 영암군
- 전라남도 여수시 화양면
- 전라남도 장흥군
- 경상남도 거창군 주상면
- 경상남도 거창군 고제면
- 경상남도 고성군 상리면 부포리
- 경상북도 예천군 개포면
- 황해도 장연군 신화면
- 평안남도 순천군 후탄면 양포리
- 평안남도 안주군 동면 금서리
- 평안북도 정주시 갈산면 익성리
- 경상북도 영덕군 축산면 상원리 경상북도 경주시

## 항렬자
- 대동항렬(중시조로 1세)

| 23세   | 24세   | 25세     | 26세     | 27세   | 28세   | 29세              | 30세                       | 31세          | 32세          | 33세              | 34세              | 35세          | 36세          | 37세              | 38세              | 39세          | 40세          | 41세              | 42세              | 43세          | 44세          | 45세              | 46세              |
| ------ | ------ | -------- | -------- | ------ | ------ | ----------------- | -------------------------- | ------------- | ------------- | ----------------- | ----------------- | ------------- | ------------- | ----------------- | ----------------- | ------------- | ------------- | ----------------- | ----------------- | ------------- | ------------- | ----------------- | ----------------- |
| 사(師) | 동(東) | 口진(鎭) | 口수(洙) | 낙(樂) | 남(南) | 口균(均) 口기(基) | 口현(鉉) 口호(鎬) 口흠(欽) | 승(承) 운(雲) | 종(種) 인(寅) | 口열(烈) 口하(夏) | 口규(圭) 口재(在) | 선(善) 용(鎔) | 순(淳) 태(泰) | 口식(植) 口근(根) | 口환(煥) 口섭(燮) | 수(壽) 중(重) | 상(商) 경(庚) | 口윤(潤) 口해(海) | 口영(榮) 口주(柱) | 연(然) 희(熙) | 곤(坤) 진(珍) | 口은(銀) 口석(錫) | 口호(浩) 口준(浚) |

## 주해
1. ↑   국보 제40호로 지정된 정혜사지13층석탑을 세웠다고 한다.
2. ↑   세종실록 148권, 지리지 경기 수원 도호부 조에 '서울에서 온 성[京來姓]이 1이니, 백(白) '이라 했으니 이는 고려 조가 망하고 조선 조가 들어서면서 개경으로부터 새로운 도성인 한양으로 내려온 백씨 일족이 있었음을 말하고 있다.
3. ↑   세종실록 148권, 지리지 경기 수원 도호부 조"http://sillok.history.go.kr/id/kda_40004003"를 보면, 본부(本府)의 토성(土姓)이 4이니, 최(崔)·김(金)·이(李)·서(徐)요, 서울에서 온 성[京來姓]이 1이니, 백(白)이요, 촌락성(村落姓)이 1이니, 하(河)이며, 망성(亡姓)이 4이니, 백(白)·최(崔)·이(李)·방(方)이다. <중략> 분촌(盆村)의 토성(土姓)이 1이니, 백(白)이며, 망성(亡姓)이 1이니, 전(田)이다. 내미(內彌)의 토성이 1이니, 이(李)요, 망성이 1이니, 백(白)이며, 속성이 1이니, 이(李)이다. <후략>
4. ↑   1949년 수원군 수원읍이 수원부로 승격되고, 수원군은 화성군으로 개칭하였다. 그 해 수원시가 되었다. 1963년 화성군 일부가 수원시에 편입되었다. 1967년 경기도청이 수원시로 이전하였다. 1983년 용인군 일부가, 1987년 화성군 일부가 수원시에 편입되었다. 1988년 장안구와 권선구가, 1993년 팔달구가 설치되었다. 1994년 화성군 일부, 용인군 일부가 수원시에 편입되었다. 1995년 화성군 일부가 수원시에 편입되었다. 2003년 영통구가 설치되었다.
5. ↑   환(環)의 손자인 수희(受禧)가 1450년(세종 32) 경오식년시 과지(科紙)에 본관을 직산(稷山)이라 썼다.